# 대진초등학교 (강원)
대진초등학교는 대한민국 강원특별자치도 고성군 현내면 대진리에 있는 공립 초등학교이다.

## 학교 연혁
- 1925년 7월 7일 설립인가
- 1926년 4월 1일 대진공립보통학교(4년제) 개교
- 1936년 10월 1일 6년제로 개편
- 1938년 4월 1일 대진공립심상소학교로 개칭
- 1941년 4월 1일 대진공립국민학교로 개칭
- 1954년 10월 5일 행정수복으로 개교(산학리)
- 1955년 5월 9일 대진리 본래 위치로 복귀
- 1956년 12월 1일 죽정분교장 설립(3학급)
- 1959년 3월 1일 명파분교장 설립(3학급)
- 1963년 3월 1일 마달분교장 설립
- 1981년 3월 1일 병설유치원 개원(2학급)
- 1994년 3월 1일 마달분교장 폐교로 본교에 통합
- 1996년 3월 1일 대진초등학교로 명칭 변경
- 2008년 9월 1일 죽정초등학교 폐교로 본교에 통합
- 2010년 4월 19일 운동장 우레탄 트랙설치
- 2010년 6월 9일 한나루 체육관 개관식
- 2020년 1월 16일 제89회 졸업식 거행(졸업생 6명, 총 5,843명)
- 2020년 3월 1일 제37대 홍광표 교장 부임
- 2025년 3월 1일 명파분교장 통폐합

## 학교 상징
- 교화 - 붓꽃 : 추위에 이기는 강인함, 아름답고 깨끗한 모습으로 기쁨을 전하는 붓꽃과 같이 건강하고 슬기로우며 남을 위해 봉사하는 착한 어린이가 되자.
- 교목 - 감나무 : 힘차게 가지를 뻗어 주렁주렁 열매맺는 감나무처럼 줄기찬 노력으로 아름다운 성공을 거두는 성실한 어린이가 되자.

## 참고 자료
- 대진초등학교 - 한국교육학술정보원 학교알리미